# Candida

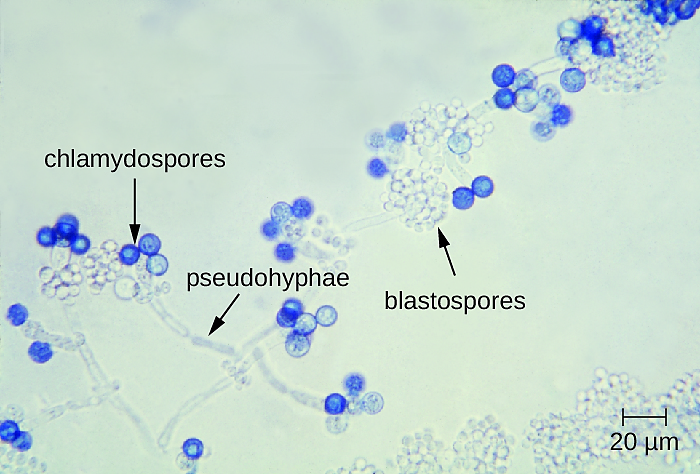

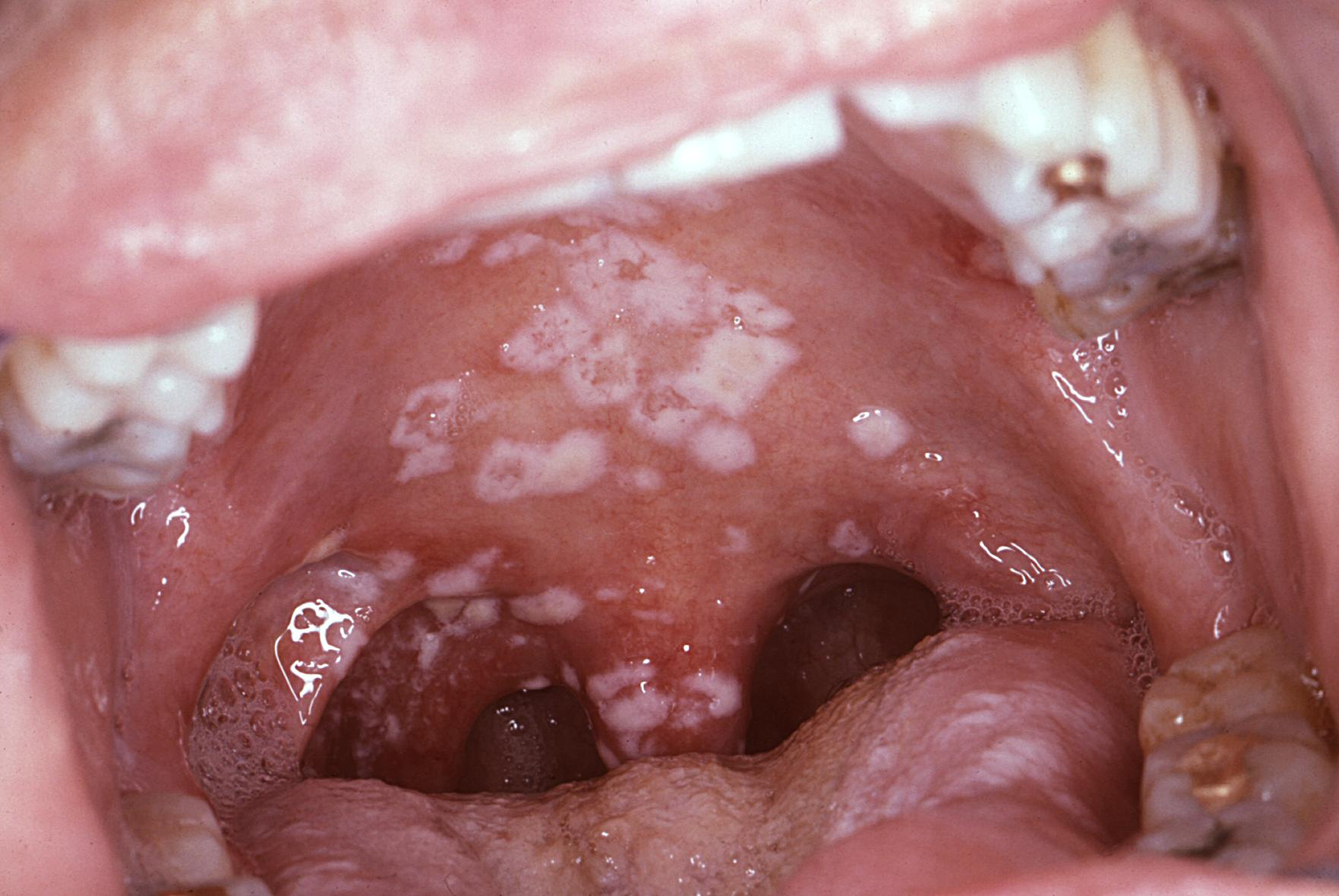
Kandydoza jamy ustnej (tzw. pleśniawki)

Candida Berkhout (bielnik) – rodzaj grzybów zaliczany do drożdży.

## Charakterystyka
Hodowane w laboratorium na podłożu agarowym szczepy Candida tworzą duże, okrągłe, białe lub kremowe kolonie, które w temperaturze pokojowej wydzielają drożdżowy zapach. Candida albicans fermentuje glukozę i maltozę do kwasu i gazu, sacharozę do kwasu i nie fermentuje laktozy, co pomaga odróżnić ją od innych gatunków Candida.
Grzyby z rodzaju Candida należą do grzybów dymorficznych, tzn. mogących występować zarówno w formie drożdżowej, jak i strzępkowej. Wiele gatunków to nieszkodliwe komensale lub endosymbionty żywicieli, w tym ludzi. Występują na większości powierzchni błon śluzowych, głównie w przewodzie pokarmowym, a także na skórze. Jednakże gdy bariery śluzówkowe zostaną naruszone lub układ odpornościowy zostanie osłabiony, mogą przedostać się do organizmu i wywołać chorobę zwaną kandydozą. Najbardziej znany pod tym względem jest gatunek Candida albicans. Grzyby z rodzaju Candida powodują infekcje powierzchniowe skóry, jamy ustnej i pochwy oraz grzybice uogólnione cechujące się współczynnikiem śmiertelności od 35 do 50%. W przewodzie pokarmowym mogą powodować ropnie, zapalenie otrzewnej, kandydozę krwiopochodną, ostre zapalenie trzustki, ropnie wątroby i pęcherzyka żółciowego.
Niektóre gatunki Candida mogą psuć wino.

## Systematyka
Pozycja w klasyfikacji według Index Fungorum: Incertae sedis, Saccharomycetales, Saccharomycetidae, Saccharomycetes, Saccharomycotina, Ascomycota, Fungi.
Rodzaj ten został po raz pierwszy opisany pod nazwą Syringospora przez Charlesa Eugène’a Quinquauda w 1868 r., natomiast nazwa rodzajowa Candida (zaproponowana przez Christine Marie Berkhout w 1923) r. została uznana za obecnie obowiązującą. Powodem tego było powszechne zastosowanie nazwy Candida dla znanych klinicznie gatunków.
Jako synonimy tego rodzaju wymienia się:

- Asporomyces Chaborski 1918
- Azymocandida E.K. Novák & Zsolt 1961
- Azymoprocandida E.K. Novák & Zsolt 1961
- Blastodendrion (M. Ota) Cif. & Redaelli 1925
- Castellania C.W. Dodge 1935
- Endoblastoderma 1894
- Eutorula H. Will 1918
- Eutorulopsis Cif. 1925
- Microanthomyces Grüss 1928
- Myceloblastanon M. Ota 1924
- Mycocandida Langeron & Talice 1932
- Mycotorula H. Will 1918
- Mycotoruloides Langeron & Talice 1932
- Parasaccharomyces Beurm. & Gougerot 1909
- Paratorulopsis E.K. Novák & Zsolt 1961
- Parendomyces Queyrat & Laroche 1909
- Procandida E.K. Novák & Zsolt 1961
- Pseudomonilia A. Geiger 1910
- Syringospora Quinq. 1868
- Thailandia Vardhan. 1959
- Thrombocytozoons Tchacarof 1963
- Torulopsis Berl. 1894

Niektóre gatunki:
- Candida albicans (C.P. Robin) Berkhout 1923
- Candida auris Satoh & Makimura 2009
- Candida boidinii C. Ramírez 1953
- Candida colliculosa (Sacc. & D. Sacc.) S.A. Mey. & Yarrow 1978
- Candida dubliniensis D.J. Sullivan, Western., K.A. Haynes, Dés.E. Benn. & D.C. Coleman 1995
- Candida glabrata (H.W. Anderson) S.A. Mey. & Yarrow 1978
- Candida inconspicua (Lodder & Kreger-van Rij) S.A. Mey. & Yarrow 1978
- Candida intermedia (Cif. & Ashford) Langeron & Guerra 1938
- Candida maltosa Komag., Nakase & Katsuya 1964
- Candida parapsilosis (Ashford) Langeron & Talice 1932
- Candida sake (Saito & M. Ota) Uden & H.R. Buckley ex S.A. Mey. & Ahearn 1983
- Candida tropicalis (Castell.) Berkhout 1923

Nazwy naukowe na podstawie Index Fungorum.
Rodzajowi Candida nadano mu polską nazwę bielnik, jednakże w praktyce używana jest głównie nazwa naukowa.